# Дербі (фільм)
«Дербі» (англ. The Derby) — німий короткометражний документальний фільм Бірта Акреса. На відміну від фільмів того часу, фотограф Бірт Акрес зняв фільм з витримкою. Акрес тоді не мав студії, що взагалі не очікувалося від часу. Прем'єра відбулася у Великій Британії 29 травня  1895 року.

## Сюжет
Фільм показує коней, які беруть участь в дербі.

## Поточний стан
Останнім часом фільм став найстарішим фільмом, який скачують дуже часто. Фільм входить до збірки The Movies Begin — A Treasury of Early Cinema, 1894—1913.